# Loris Karius
Cet article possède un paronyme, voir Carius.
Loris Karius, né le 22 juin 1993 à Biberach an der Riß, est un footballeur allemand qui joue au poste de gardien de but à Schalke 04.

## Biographie

### Jeunesse et débuts
Loris Karius naît à Biberach an der Riß dans le Bade-Wurtemberg, de Christine et Harald Karius. Son père voulait qu'il devienne pilote de Moto-cross.
Il commence à jouer au football au SG Mettenberg avant de rejoindre le SSV Ulm à l'automne 2001 et d'intégrer le réputé centre de formation allemand du VfB Stuttgart en 2005.
Il quitte Stuttgart en juillet 2009 pour s'engager outre-manche avec Manchester City.

### FSV Mayence

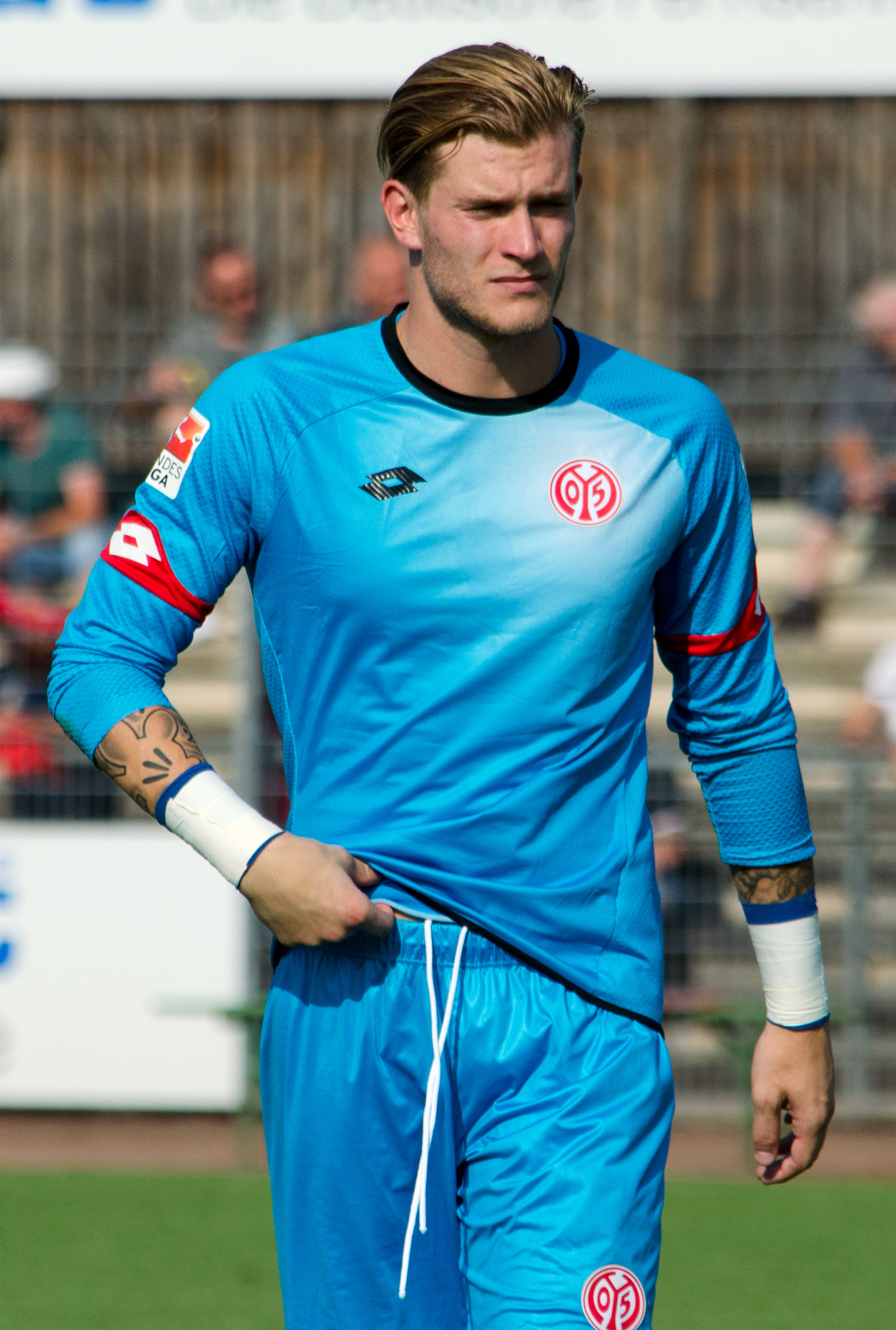
Loris Karius sous les couleurs du FSV Mayence en 2015.

Il est rapidement prêté au FSV Mayence et joue dans un premier temps avec la réserve. En janvier, le club allemand le signe définitivement en lui faisant signer un contrat professionnel.
Il fait ses débuts en Bundesliga le 1er décembre 2012 contre Hanovre 96, remplaçant Shawn Parker après l'expulsion de Christian Wetklo. À 19 ans et 5 mois, Karius devient ainsi le plus jeune gardien de but à avoir joué en Bundesliga pour Mayence. Il ne fait aucune autre apparition lors de la saison 2012-2013 mais s'impose comme titulaire lors de la saison saison 2013-2014. Il dispute l'intégralité des matchs de Mayence en Bundesliga lors de la saison 2015-2016, gardant neuf fois sa cage inviolée, arrêtant deux penaltys et en étant élu deuxième meilleur gardien de but de la saison derrière Manuel Neuer.

### Liverpool FC

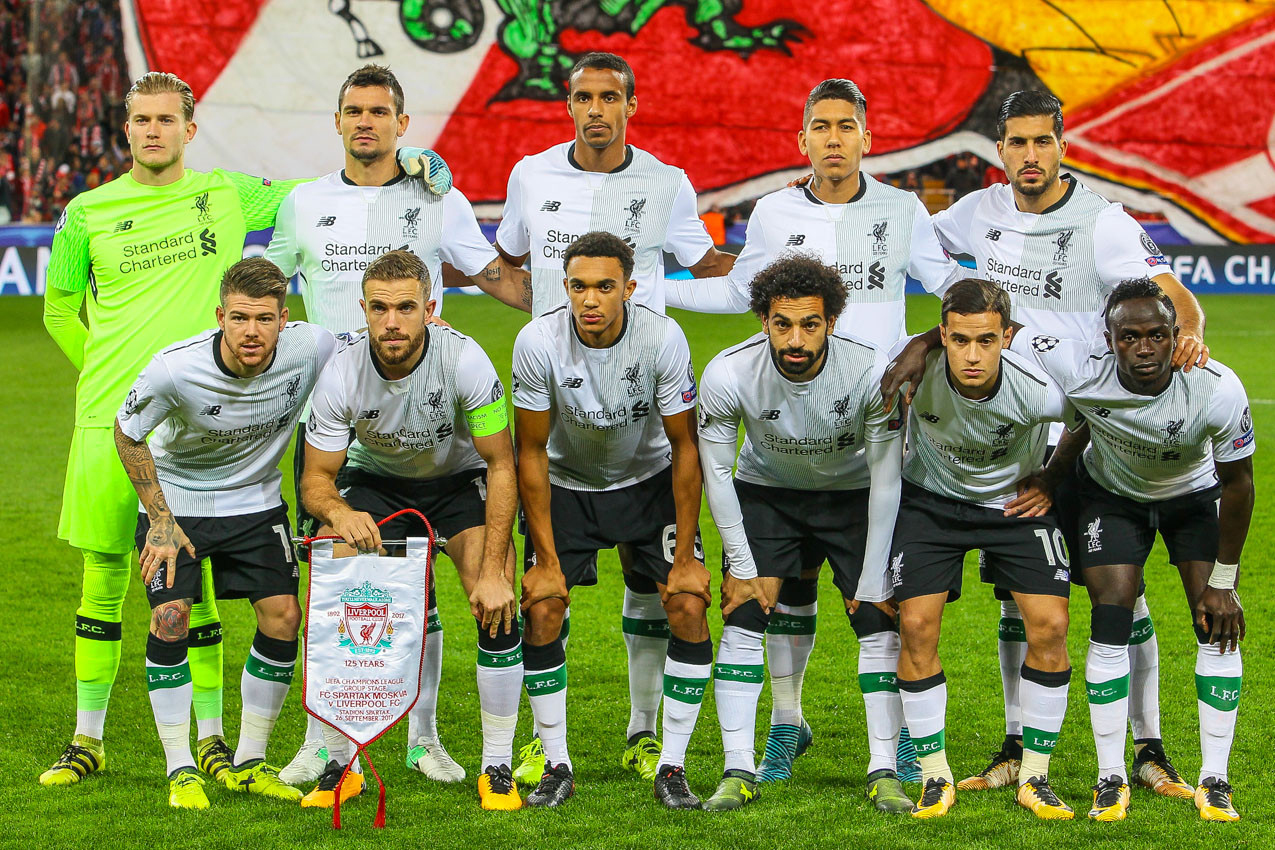
Loris Karius (en jaune) avec Liverpool avant un match de Ligue des champions face au Spartak Moscou en 2017.

Le 24 mai 2016, le club de Liverpool officialise l'arrivée de Loris Karius pour une valeur de 6 millions d'euros, selon certains médias britanniques. Progressivement, il s'installe comme titulaire aux dépens de Simon Mignolet avant de redevenir numéro deux de ce dernier.
Le 26 mai 2018, lors de la finale de la Ligue des Champions opposant Liverpool au Real Madrid, Karius commet deux erreurs en voyant sa relance à la main contrée par Karim Benzema puis en laissant échapper de ses gants la frappe de Gareth Bale. Liverpool s'incline 3 buts à 1,. Le 4 juin 2018, il est annoncé que Karius aurait souffert d'une commotion cérébrale préalablement aux deux erreurs commises lors de cette finale. Celles-ci auraient été la conséquence d'un coup de coude à la tempe asséné par le Madrilène Sergio Ramos,, ce qui aurait altéré les performances de Karius.

### Post-finale et déclin
Sur le départ de Liverpool après sa finale ratée, il est prêté au Beşiktaş JK pour deux saisons assorties d'une option d'achat de 10 millions d'euros s'il y joue plus de la moitié des matchs du club et que ce dernier se qualifie pour une coupe d'Europe.
Mais le cauchemar va malheureusement se perpetuer pour Karius. Il commet à nouveau plusieurs erreurs lors de son passage en Turquie et va également être victime d'un défaut de paiement pendant plusieurs mois de la part du club stambouliote,.
À son retour de prêt en 2020, il est de nouveau prêté cette fois-ci en Allemagne du côté de l'Union Berlin. Le prêt n'en sera malheureusement pas plus concluant, Karius étant simplement utilisé comme doublure d'Andreas Luthe.
De retour à Liverpool après deux prêts non-concluants pour la saison 2021-2022, il passe quatrième gardien dans la hierarchie derrière Alisson, Adrián et Caoimhín Kelleher ne prenant par à aucune rencontre cette saison et en étant même jamais inscrit sur une feuille de match.
Libre de tout contrat, il s'engage le 12 septembre 2022 avec Newcastle . Il ne disputera que deux rencontre officielles en deux saisons et ne sera pas conservé par le club à la fin de son contrat en juin 2024.
Au chômage, il avouera dans une interview avoir pensé à mettre un terme à sa carrière, expliquant : « Lorsque l’on est dans ma situation, il faut l’envisager. Je n’ai pas encore pris de décision parce que ce n’est pas nécessaire. Je suis encore en forme. J’ai encore tout le potentiel et les capacités nécessaires. Mais si une porte ne s’ouvre pas, je dois être honnête et me dire: ’Écoutez, j’ai bien d’autres choses à faire. J’ai beaucoup d’autres choses à faire qui me passionnent, que j’aime et dans lesquelles je m’investis. Je ne pense pas que cela me frapperait si durement parce que j’ai déjà traversé ce processus au cours des dernières années. »,.

### Relance à Schalke 04
Le 14 janvier 2025, alors qu'il était sans contrat depuis le début de la saison et qu'il envisageait de mettre un terme à sa carrière de footballeur professionnel, il s'engage avec Schalke 04 jusqu’en juin 2025,. Il arrive à Gelsenkirchen à la suite du prêt de Ron-Thorben Hoffmann à l'Eintracht Brunswick et pour concurrencer Justin Heekeren sur le poste de numéro 1.
Il a fait ses débuts le 28 février 2025 contre le Preußen Münster et est élu homme du match à la fin de la rencontre après avoir grandement contribué à la victoire par 1 but à 0 de son équipe,.
Malgré une blessure au mollet en mars, Schalke lui témoigne sa confiance en prolongeant son contrat jusqu’en 2027 et en le désignant officiellement nouveau numéro 1 du club.

## Statistiques
| Saison                | Club                  | Championnat            | Championnat | Championnat | Coupe nationale | Coupe nationale | Coupe de la Ligue | Coupe de la Ligue | Compétition(s) continentale(s) | Compétition(s) continentale(s) | Compétition(s) continentale(s) | Total | Total |
| Saison                | Club                  | Division               | M.          | B.          | M.              | B.              | M.                | B.                | Comp.                          | M.                             | B.                             | M.    | B.    |
| 2011-2012             | FSV Mayence II (prêt) | Regionalliga Ouest     | 18          | 0           | -               | -               | -                 | -                 | -                              | -                              | -                              | 18    | 0     |
| 2012-2013             | FSV Mayence II        | Regionalliga Sud-Ouest | 6           | 0           | -               | -               | -                 | -                 | -                              | -                              | -                              | 6     | 0     |
| 2013-2014             | FSV Mayence II        | Regionalliga Sud-Ouest | 3           | 0           | -               | -               | -                 | -                 | -                              | -                              | -                              | 3     | 0     |
| Sous-total            | Sous-total            | Sous-total             | 27          | 0           | -               | -               | -                 | -                 | -                              | -                              | -                              | 27    | 0     |
| 2012-2013             | FSV Mayence           | Bundesliga             | 1           | 0           | -               | -               | -                 | -                 | -                              | -                              | -                              | 1     | 0     |
| 2013-2014             | FSV Mayence           | Bundesliga             | 23          | 0           | -               | -               | -                 | -                 | -                              | -                              | -                              | 23    | 0     |
| 2014-2015             | FSV Mayence           | Bundesliga             | 33          | 0           | 1               | 0               | -                 | -                 | C3                             | 2                              | 0                              | 36    | 0     |
| 2015-2016             | FSV Mayence           | Bundesliga             | 34          | 0           | 2               | 0               | -                 | -                 | -                              | -                              | -                              | 36    | 0     |
| Sous-total            | Sous-total            | Sous-total             | 91          | 0           | 3               | 0               | -                 | -                 | -                              | 2                              | 0                              | 96    | 0     |
| 2016-2017             | Liverpool FC          | Premier League         | 10          | 0           | 3               | 0               | 3                 | 0                 | -                              | -                              | -                              | 16    | 0     |
| 2017-2018             | Liverpool FC          | Premier League         | 19          | 0           | 1               | 0               | -                 | -                 | C1                             | 13                             | 0                              | 33    | 0     |
| Sous-total            | Sous-total            | Sous-total             | 29          | 0           | 4               | 0               | 3                 | 0                 | -                              | 13                             | 0                              | 49    | 0     |
| 2018-2019             | Beşiktaş JK (prêt)    | Süper Lig              | 30          | 0           | -               | -               | -                 | -                 | C3                             | 5                              | 0                              | 35    | 0     |
| 2019-2020             | Beşiktaş JK (prêt)    | Süper Lig              | 25          | 0           | 2               | 0               | -                 | -                 | C3                             | 5                              | 0                              | 32    | 0     |
| Sous-total            | Sous-total            | Sous-total             | 55          | 0           | 2               | 0               | 0                 | 0                 | -                              | 10                             | 0                              | 67    | 0     |
| 2020-2021             | Union Berlin (prêt)   | Bundesliga             | 4           | 0           | 1               | 0               | -                 | -                 | -                              | -                              | -                              | 5     | 0     |
| 2021-2022             | Liverpool FC          | Premier League         | -           | -           | -               | -               | -                 | -                 | C1                             | -                              | -                              | 0     | 0     |
| 2022-2023             | Newcastle United      | Premier League         | -           | -           | -               | -               | 1                 | 0                 | -                              | -                              | -                              | 1     | 0     |
| 2023-2024             | Newcastle United      | Premier League         | 1           | 0           | -               | -               | -                 | -                 | C1                             | -                              | -                              | 1     | 0     |
| Sous-total            | Sous-total            | Sous-total             | 1           | 0           | -               | -               | 1                 | 0                 | -                              | -                              | -                              | 2     | 0     |
| 2024-2025             | Schalke 04            | 2. Bundesliga          | 4           | 0           | -               | -               | -                 | -                 | -                              | -                              | -                              | 4     | 0     |
| 2025-2026             | Schalke 04            | 2. Bundesliga          | -           | -           | -               | -               | -                 | -                 | -                              | -                              | -                              | 0     | 0     |
| Sous-total            | Sous-total            | Sous-total             | 4           | 0           | -               | -               | -                 | -                 | -                              | -                              | -                              | 4     | 0     |
| Total sur la carrière | Total sur la carrière | Total sur la carrière  | 211         | 0           | 10              | 0               | 4                 | 0                 | -                              | 25                             | 0                              | 250   | 0     |

## Palmarès
| Liverpool FC                             | Newcastle United                |
| ---------------------------------------- | ------------------------------- |
| - Ligue des champions - Finaliste : 2018 | - League Cup - Finaliste : 2023 |

## Vie personnelle
Il a été jusqu'en 2021 en couple avec l'actrice et mannequin allemande Sophia Thomalla. Il est depuis en couple avec Diletta Leotta. 